# Уинн, Кинан
Кинан Уинн (англ. Keenan Wynn, 27 июля 1916 — 14 октября 1986) — американский характерный актёр.
Несмотря на то, что ему редко приходилось играть главные роли, он получил известность благодаря выразительным ролям в кино и на ТВ.

## Ранние годы и начало карьеры
Кинан Уинн родился в Нью-Йорке в семье комика, актёра водевиля, выходца из еврейской семьи, Эда Уинна и его жены, ирландской католички, Хильды. Фрэнсис позаимствовал свой псевдоним от деда по материнской линии, Фрэнка Кинана, актёра с Бродвея, ставшего одной из первых звёзд Голливуда.

## Личная жизнь и последние годы
Уинн был женат на бывшей актрисе Еве Линн Эбботт (1914—2004) до их развода в 1947 году, после чего Эбботт вышла замуж за актёра Ван Джонсон. Один их сын, актёр и писатель Нед Уинн (при рождении Эдмон Кинан Уинн), написал автобиографические мемуары «Мы всегда будем жить в Беверли-Хиллз». Его второй сын, Трэйси Кинан Уинн, — сценарист. Его дочь Хильда была замужем за Полом Уильямсом.
В последние годы жизни занимался благотворительностью. Последние несколько лет Уинн страдал от рака поджелудочной железы, от которого умер в 1986 году. Его останки были погребены на кладбище Форест-Лаун.

## Избранная фильмография
| Год  |    | Русское название                                               | Оригинальное название                                                | Роль                           |
| ---- | -- | -------------------------------------------------------------- | -------------------------------------------------------------------- | ------------------------------ |
| 1942 | ф  | Где-нибудь я найду тебя                                        | ...                                                                  | ...                            |
| 1943 | ф  | Потерянный ангел                                               | Lost Angel                                                           | ...                            |
| 1944 | ф  | С тех пор как вы ушли                                          | Since You Went Away                                                  | ...                            |
| 1945 | ф  | Без любви                                                      | Without Love                                                         | ...                            |
| 1945 | ф  | Уикенд в Вэлдорфе                                              | Week-End at the Waldorf                                              | ...                            |
| 1946 | ф  | Косоглазое чудо                                                | The Cockeyed Miracle                                                 | ...                            |
| 1946 | ф  | Easy to Wed                                                    | Easy to Wed                                                          | ...                            |
| 1947 | ф  | Рекламисты                                                     | The Hucksters                                                        | ...                            |
| 1947 | ф  | Song of the Thin Man                                           | Song of the Thin Man                                                 | ...                            |
| 1948 | ф  | Три мушкетёра                                                  | The Three Musketeers                                                 | Планше                         |
| 1950 | ф  | Annie Get Your Gun                                             | Annie Get Your Gun                                                   | ...                            |
| 1951 | ф  | Королевская свадьба                                            | Royal Wedding                                                        | Ирвинг Клингер / Эдгар Клингер |
| 1952 | ф  | Телефонный звонок от незнакомца                                | Phone Call from a Stranger                                           | Эдди Хоук                      |
| 1953 | ф  | Поцелуй меня, Кэт                                              | Kiss Me Kate                                                         | ...                            |
| 1954 | ф  | Длинный, длинный трейлер                                       | The Long, Long Trailer                                               | ...                            |
| 1955 | ф  | Хрустальный башмачок                                           | The Glass Slipper                                                    | ...                            |
| 1955 | ф  | Кафе на 101-й улице                                            | Shack Out on 101                                                     | Джордж Бейтер                  |
| 1956 | ф  | Человек в сером фланелевом костюме                             | The Man in the Gray Flannel Suit                                     | сержант Цезарь Гарделла        |
| 1957 | ф  | Не подходи к воде                                              | Don't Go Near the Water                                              | ...                            |
| 1958 | ф  | Время любить и время умирать                                   | A Time to Love and a Time to Die                                     | Ройтер                         |
| 1958 | ф  | Такая женщина                                                  | That Kind of Woman                                                   | Гарри Корвин                   |
| 1959 | ф  | Дыра в голове                                                  | A Hole in the Head                                                   | Джерри Маркс                   |
| 1961 | ф  | Рассеянный профессор                                           | The Absent-Minded Professor                                          | Алонзо Хоук                    |
| 1963 | ф  | Сын Флаббера                                                   | Son of Flubber                                                       | Алонзо Хоук                    |
| 1964 | ф  | Американизация Эмили                                           | The Americanization of Emily                                         | старый матрос                  |
| 1964 | ф  | Доктор Стрейнджлав, или Как я перестал бояться и полюбил бомбу | Dr. Strangelove or: How I Learned to Stop Worrying and Love the Bomb | Полковник «Бэт» Гуано          |
| 1965 | ф  | Большие гонки                                                  | The Great Race                                                       | Хезекая                        |
| 1967 | ф  | Боевой фургон                                                  | The War Wagon                                                        | Уэс Флетчер                    |
| 1967 | ф  | Выстрел в упор                                                 | Point Blank                                                          | Йост                           |
| 1968 | ф  | Радуга Финиана                                                 | Finian's Rainbow                                                     | ...                            |
| 1968 | ф  | Однажды на Диком Западе                                        | C'era una volta il West                                              | ...                            |
| 1968 | ф  | Золото Маккенны                                                | Mackenna's Gold                                                      | Санчес                         |
| 1970 | ф  | Любить                                                         | Loving                                                               | Эдвард                         |
| 1971 | ф  | Хорошенькие девушки, станьте в ряд                             | Pretty Maids All in a Row                                            | Джон Подальски                 |
| 1972 | ф  | Механик (фильм, 1972)                                          | The Mechanic                                                         | Гарри Маккина                  |
| 1974 | ф  | Герби снова на ходу                                            | Herbie Rides Again                                                   | Алонзо Хоук                    |
| 1975 | ф  | Нэшвилл                                                        | Nashville                                                            | ...                            |
| 1976 | ф  | Лохматый прокурор                                              | The Shaggy D.A.                                                      | Джон Слэйд                     |
| 1976 | ф  | Смерть среди айсбергов                                         | Orca                                                                 | Новак                          |
| 1978 | ф  | Лазерный взрыв                                                 | Laserblast                                                           | ...                            |
| 1978 | ф  | Пиранья                                                        | Piranha                                                              | Джек                           |
| 1980 | ф  | Лучше скажи, что ты хочешь                                     | Just Tell Me What You Want                                           | Сеймур Бергер                  |
| 1982 | мф | Последний единорог                                             | The Last Unicorn                                                     | ...                            |
| 1986 | ф  | Восход «Чёрной луны»                                           | Black Moon Rising                                                    | Айрон Джон                     |
| 1986 | ф  | Сверхразумные: Люди с другой планеты                           | Hyper Sapien: People From Another Star                               | Дедушка                        |